# USS Monitor
«Монітор» (англ. Monitor — спостерігач) — перший панцерник ВМС США. Знаменитий за своєю участю в першій в історії морській битві панцерників на рейді Гемптон-Роудс 9 березня 1862 року в ході Громадянської війни в США, де він протистояв панцернику конфедератів «Вірджинія». 
Корабель відзначився значною кількістю передових рішень, наприклад, баштовим компонуванням гармат. Назва корабля стала загальною назвою нового класу кораблів — моніторів.

## Історія появи
У 1859 році у Франції був закладений «La Gloire» («Ла Глуар» — «Слава») — перший з абсолютно нового типу суден: корабель, з бронею зі сталевих плит. У світі дана подія не залишилася непоміченою, і незабаром у Великій Британії були закладені аналогічні судна, що отримали назву панцерники. З цього моменту природа морських битв різко змінилася.
В ході Громадянської війни в руки Конфедерації потрапив корпус корабля «Меррімак», який федерали не встигли повністю знищити при відступі з бази ВМС в Ґоспорті. Незабаром розвідці жителів півночі стало відомо, що «Меррімак», який відновлювали під ім'ям «Віргінія», планується відтворити в новій якості — у вигляді панцерника, призначеного для прориву морської блокади портів Конфедерації.
Не чекаючи закінчення реставрації «Віргінії», федеральна влада вирішила створити корабель, здатний успішно протистояти надії Півдня, якою б вона не була.
Шведський емігрант Джон Ерікссон, який вже зарекомендував себе рядом технічних новинок, запропонував створити принципово новий корабель, який не мав аналогів у світі. Більш того, він заявив, що побудує його всього за три місяці. Запропонований ним проект виявився настільки переконливим, що президент Лінкольн у властивій йому манері сказав: «Я відчуваю те саме, що відчуває дівчина, яка перший раз надягає панчоху: в цьому щось є». Комісія затвердила проект. І Ерікссон зумів побудувати абсолютно нове судно всього за 100 днів.
Слово «Monitor» американізованою англійською серед інших має і значення «наставник» або «ментор». Малося на увазі, що корабель з таким ім'ям дасть урок конфедератам.

## Конструкція

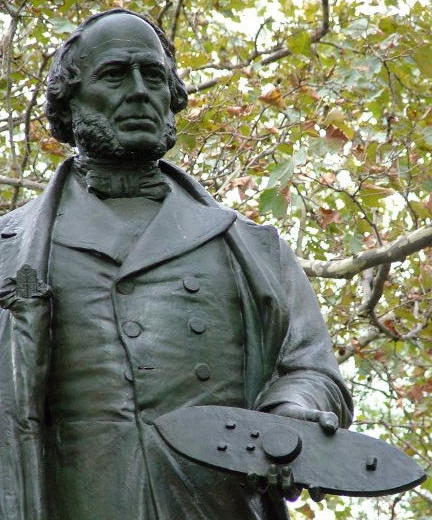
Статуя Джона Еріксcона з моделлю «Монітора» в руках.

Весь корпус корабля був виконаний з заліза. Висота бортів становила всього 60 см. Броня вкривала не тільки борти, але і палубу. Палуба була абсолютно порожньою, за винятком добре броньованої рульової рубки і гарматної башти. Ближче до корми знаходилися дві димові труби, які потрібно було демонтувати перед початком бою.

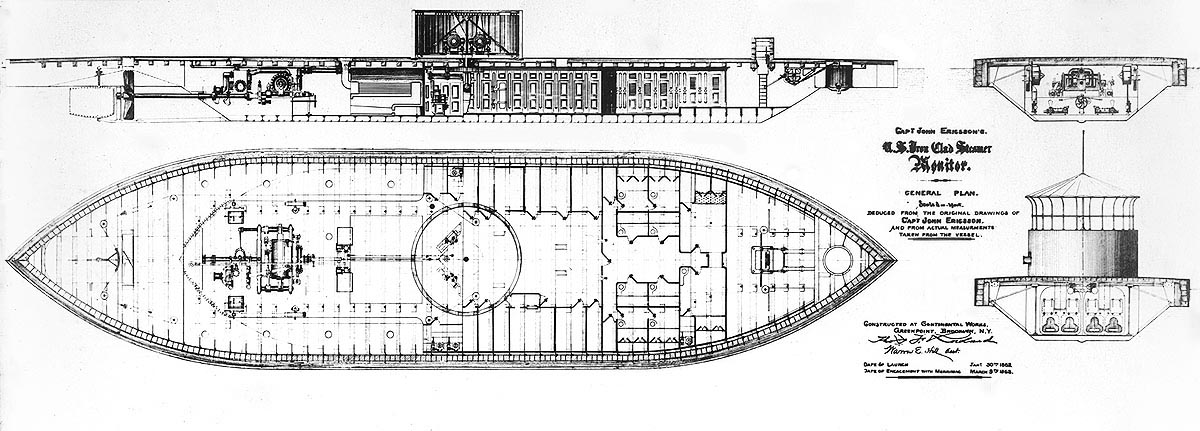
Схема корабля.

Обертова важкоброньована гарматна башта була озброєна двома 11-дюймовими (279 мм) гладкоствольними гарматами Дальгрена. Гармати заряджалися з дула і висувалися в порти після перезарядки на талях. Башта «Монітора» бронювалася багатошаровою бронею товщиною до 8 дюймів. На момент спуску жодна корабельна гармата флоту конфедератів не була здатна пробити таку броню. За оцінкою першого командира корабля лейтенанта Уордена: «якщо снаряд вдарить в башту під гострим кутом, то він відскочить від неї, не завдавши ушкоджень». Гармати Дальгрена, якими був озброєний корабель, діяли в дусі морської стратегії того часу: вони призначалися не для пробивання броні противника, а для розбиття листів броні або спроби зірвати їх кріплення. Однак після розриву однієї з подібних гармат на випробуваннях було суттєво зменшено порохові заряди. У 1906 році в інтерв'ю з останнім з живих офіцерів «Монітора», капітаном Луїсом Н. Стоддером (англ. Louis N.Stodder), прозвучало твердження: 
|  | Ми мали наказ використовувати лише 15-фунтові заряди чорного пороху - при вазі ядра 165 фунтів. Зараз в гарматах такого ж калібру використовують заряди вагою від 250 до 500 фунтів пороху. Ефект же нашої стрільби можна порівняти з киданням великого каучукового м'яча - настільки мала була пробивна здатність наших ядер. |

Мала осадка дозволяла кораблю діяти на річках і мілинах берегової лінії.
Всього в конструкції корабля було використано 47 унікальних винаходів, які були захищені патентами.

## Недоліки
Як корабель оригінальної конструкції, який створювали поспіхом, «Монітор» мав багато недоліків.
Проблеми були з двигуном потужністю 3 к.с., який дозволяв розвивати швидкість всього 9 вузлів. Однак навіть така швидкість часто була недосяжна: наднизькі борти не тільки знижували видимість корабля для супротивника, але і сильно погіршували його маневреність, до того ж при найменшому хвилюванні на морі хвилі просто перекочувалися через борти. У своєму першому переході корабель потрапив у шторм на морі, який був всього 2-3 бали, але і цього виявилося достатньо, щоб корабель дістався до цілі тільки дивом. Хвилі перекочувалися через борти, негерметичні люки пропускали воду всередину. Низькі труби були повалені хвилею, і вода загасила топки котлів. Трюми наповнилися отруйним димом, машини зупинилися, що не дозволило використати парові помпи, і корабель повільно тонув. Тільки поліпшення погоди дозволило знову розпалити топки, відкачати воду і продовжити шлях.
Свої недоліки мала і новітня система застосування пари для обертання башти. За свідченням заступника командира корабля лейтенанта Гріна башта оберталася то туго, то легко та швидко: «Важко було починати обертання, а якщо воно вже почалося, зупинити його».
Багато недоліків корабля можна було б виправити, але завершилося будівництво «Віргінії», тому виникла потреба негайного введення «Монітора» в стрій.

## Битва на рейді Гемптон-Роудс

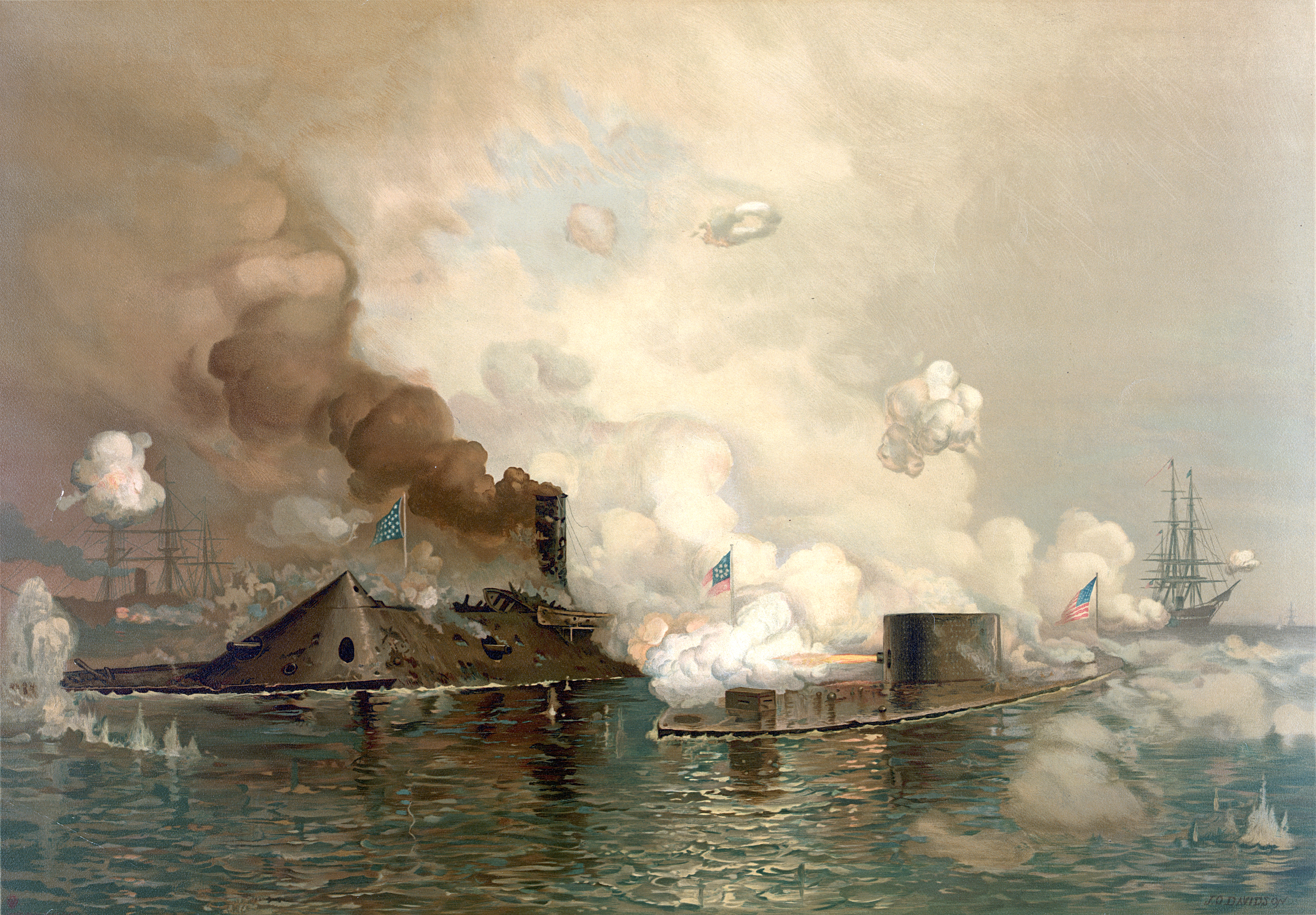
Малюнок із зображенням битви між «Монітором» і «Віргінією».

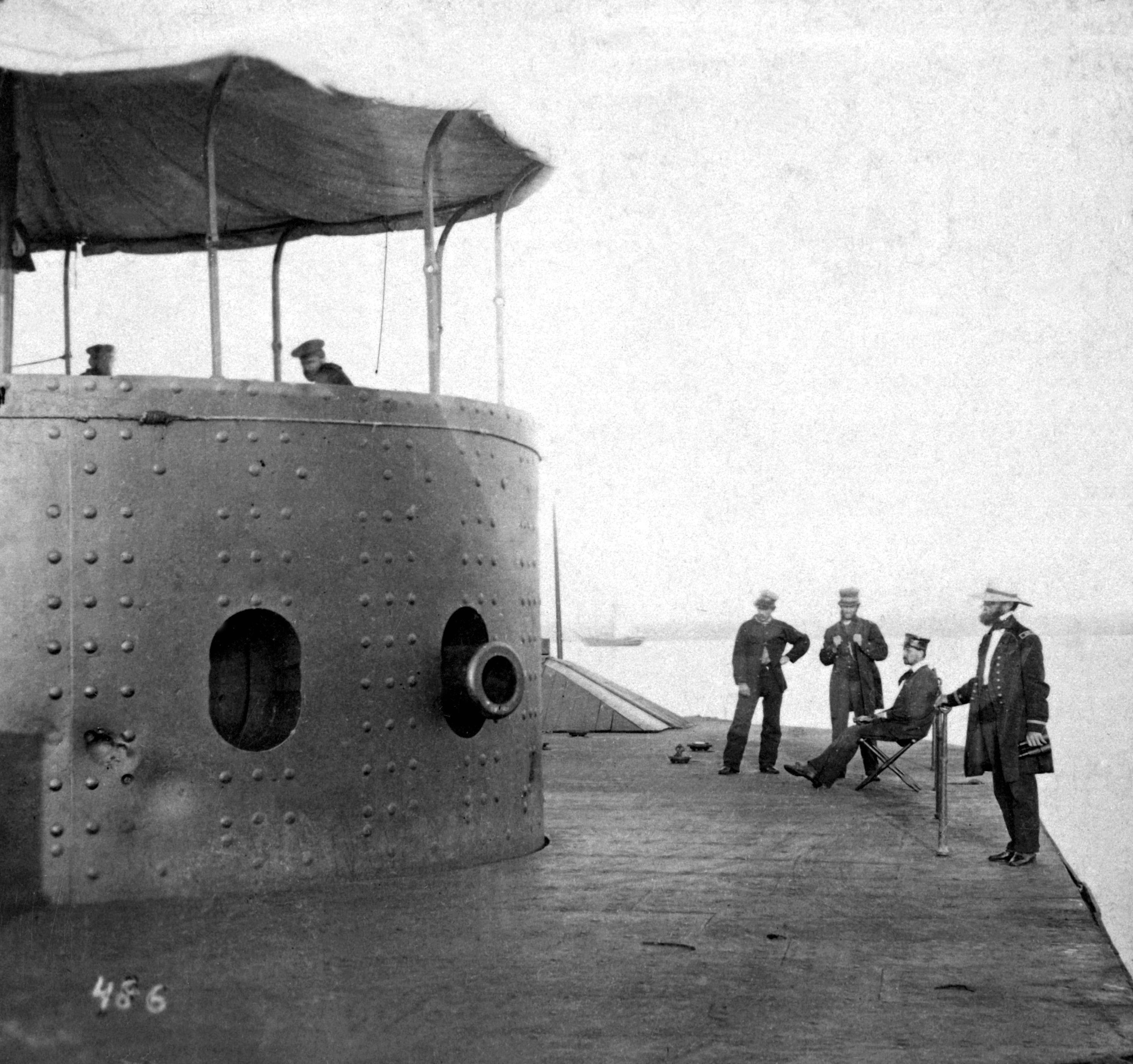
Башта після бою. Вид спереду.

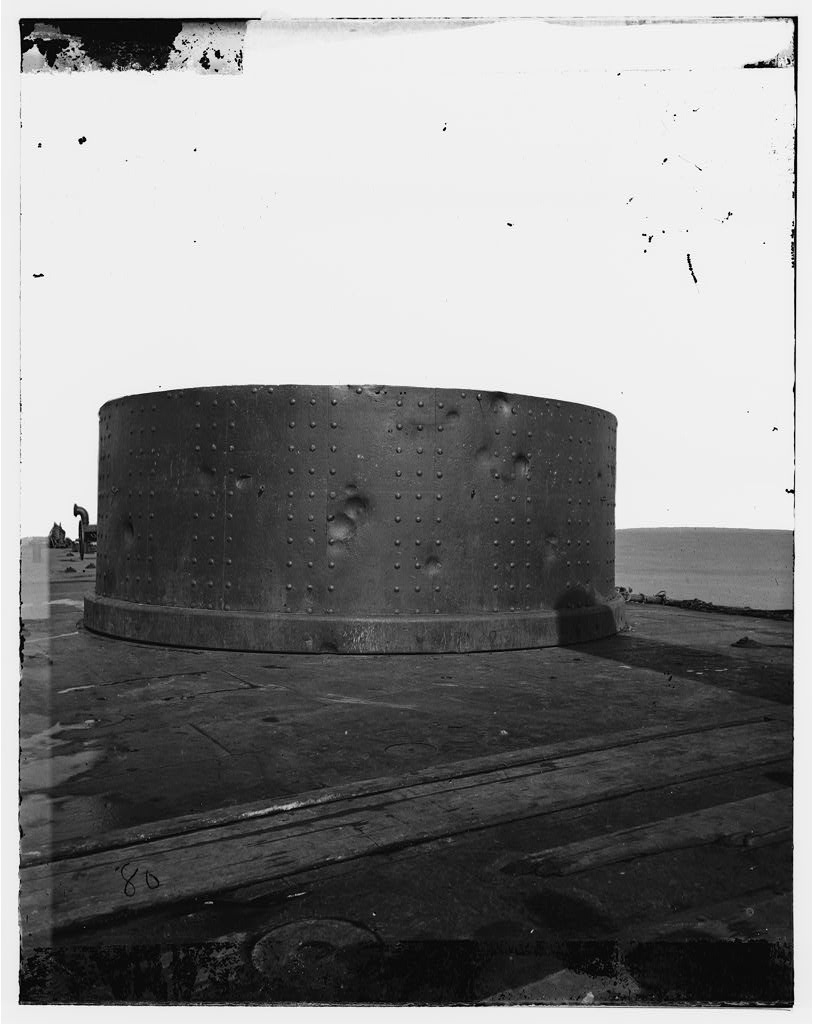
Вид на башту ззаду.

В ході бою панцерника конфедератів «Віргінія» проти блокадної ескадри федералів 8 березня 1862 року повною мірою проявилися переваги нового типу суден. «Віргінія», не зазнавши ніяких відчутних втрат, знищила два потужних корабля противника («Камберленд» і «Конгрес») і важко пошкодила третій. Останнім засобом здатним чинити опір «Віргінії» виявися «Монітор» який прибув надвечір.
Командував «Монітором» лейтенант Джон Л. Ворден (John L. Worden). Його заступником був лейтенант Семюель Дана Ґрін (Samuel Dana Greene), який під час бою перебував у башті. Третім за старшинством був лейтенант Елбан К. Стімерс (Alban C.Stimers), який служив на «Меррімаці» до його захоплення.
Однак у Вашингтоні вирішили інакше. Дізнавшись про трагічні обставини бою 8 березня і побоюючись, що «Віргінія» підніметься вгору по Потомаку і атакує Білий дім і Капітолій, командування флотом віддало наказ «Монітору» терміново вирушити до Вашингтона. Проте Ворден, розуміючи, що метою конфедератів є прорив блокади, а не атака столиці, або просто не бажаючи вирушати у другий довгий перехід, який міг виявитися згубним для судна, наказ проігнорував. За іншою версією, наказ не був переданий Вордену виконуючим обов'язки командира ескадри капітаном Марстоном.
9 березня «Віргінія», вийшовши в море для знищення «Міннесоти», зіткнулася з «Монітором». Форма останнього була настільки незвичайна, що екіпаж жителів півдня прийняв його за бакен, або за пліт, і проігнорував в якості супротивника. Це дозволило Вордену підійти впритул і дати залп. Однак ядра відлітали від броньового захисту корабля конфедератів. Втім, і залп у відповідь «Віргінії» виявився безрезультатним. Після одного з ударів «Віргінії» Ворден виліз з башти і оглянув вибоїну, яку залишив снаряд. Пізніше він написав: «за винятком декількох тріщин, корпус не був пошкоджений».
Кораблі супроводу «Віргінії», вирішили не ризикувати і повернулися до Норфолку.
Після кількох безрезультатних залпів жителі півдня спробували вразити супротивника у бійниці гармат, але на «Моніторі», користуючись паровим приводом повороту башти, розгортали її після кожного пострілу, а не використовували наявні важкі залізні плити, призначені для її захисту, які, проте, сильно уповільнювали темп стрільби і вимотували матросів.
Однак вийшов з ладу переговорний пристрій між баштою і рубкою, і накази передавалися через матросів, які бігали по відкритій палубі. За іронією долі обидва матроса (Кілер і Тофф) до служби на «Моніторі» були людьми сухопутними, і тому інформація яку вони доставляли спотворювалася. Орієнтація ж самої гарматної башти була вкрай ускладнена: спеціальні мітки, які дозволяли розрізняти лівий і правий борт, незабаром були затерті, і Гріну часто доводилося вести стрілбу, покладаючись лише на власну інтуїцію.
Переконавшись, що «Монітор» також здатний заподіяти шкоду противнику, лейтенант Ворден намагався таранити «Віргінію» з боку гвинта. Однак «Віргінія» краще слухалася керма і зуміла уникнути зіткнення. Тим не менш, залп «Монітора» з мінімальної відстані пробив-таки броню «Віргінії», але дерев'яна підкладка виявилася неушкодженою, і течія не утворилася. У свою чергу, капітан «Віргінії» Джонс також намагався таранити противника. Однак спеціально пристосованого тарана, встановленого на «Віргінії», корабель втратив ще в попередній день при зіткненні з «Камберлендом». Намагання підім'яти днищем низько розташований над водою борт «Монітора» теж виявилися безрезультатними: удар припав побіжно.
У башті «Монітора» скінчилися ядра, а для їх додаткового завантаження потрібно було розгорнути башту по носу корабля. Помилково прийнявши бездіяльність противника за поломку, «Віргінія» знову спробувала добити «Міннесоту», яка стояла на мілині, проте незабаром «Монітор» повернувся до бою.

До кінця третьої години бою навідники «Віргінії» змінили тактику і стали цілити в командирську рубку. В результаті одного з розривів снарядів постраждав капітан «Монітора» Ворден: осколками і окалиною зі внутрішньої сторони бронелиста йому вибило одне око і пошкодило друге. Командування прийняв на себе лейтенант Ґрін, який вирішив іти під прикриття своїх батарей: наступав відплив, і навіть корабель з настільки малою осадкою ризикував опинитися на мілині під вогнем берегових батарей противника, що призвело б до його втрати. Крім того, команда, яка не спала з моменту виходу корабля з Нью-Йорка, втомилася як фізично, так і психологічно. Ґрін писав:

«Мої люди, та й я сам, були зовсім чорні від диму і пороху. Вся моя білизна була абсолютно чорною... Я залишався на ногах так довго і був у такому схвильованому стані, що моя нервова система абсолютно вимоталася. Нерви і м'язи різко скорочувалися, немов по ним постійно пробігав електричний розряд... Я ліг і спробував заснути — з тим же успіхом я міг спробувати злетіти».

Проте численні спостерігачі на березі вважали інакше: помічник військового міністра Фокс був обурений відходом «Монітора» і пізніше вимагав усунення Ґріна від командування. Деякі газети (як Півночі, так і Півдня) прямо звинувачували екіпаж «Монітора» в боягузтві.
Командування «Віргінії» було здивоване відходом «Монітора» (він здавався противнику неушкодженим) і деякий час чекало його повернення на рейді. Однак «Віргінія» виявилася не в змозі битися: корпус корабля ослаб від постійних ударів, почалася течія у дерев'яній основі судна, а відплив загрожував судну, яке набрало води, сісти на мілину. Корабель повернувся до Норфолку для ремонту.
Вкрай малопотужна важка промисловість півдня, яка приклала нелюдські зусилля для створення «Віргінії» (на переплавку пускали навіть металеві огорожі приватних будинків у містах), не зуміла відновити судно.
Таким чином, незважаючи на те, що поле бою залишилося за «Віргінією», ціль останньої (прорив блокади) виявилася нездійсненою, а ціль «Монітора» (не допустити деблокади) виявилася успішно виконаною.

## Монітор (клас кораблів)
Свідком битви став французький корабель «Гассанді» (фр. Gassendi). Його командир згодом в Європі описав побачене ним.
Незабаром після битви, яка наочно продемонструвала можливості бронезахисту, в усьому світі з'явилися кораблі аналогічного класу: у США створювалися як однобаштові, так і двобаштові монітори. Їх морехідні якості були істотно поліпшені і дозволяли кораблям виходити в море.
Монітори власного будівництва входили до складу флотів Великої Британії, Росії, Швеції, Норвегії, Данії і Перу. Цікаво, що перший монітор шведського флоту, спущений на воду через три місяці після битви у Гемптон-Роудс, був названий на честь Джона Ерікссона.

## Загибель

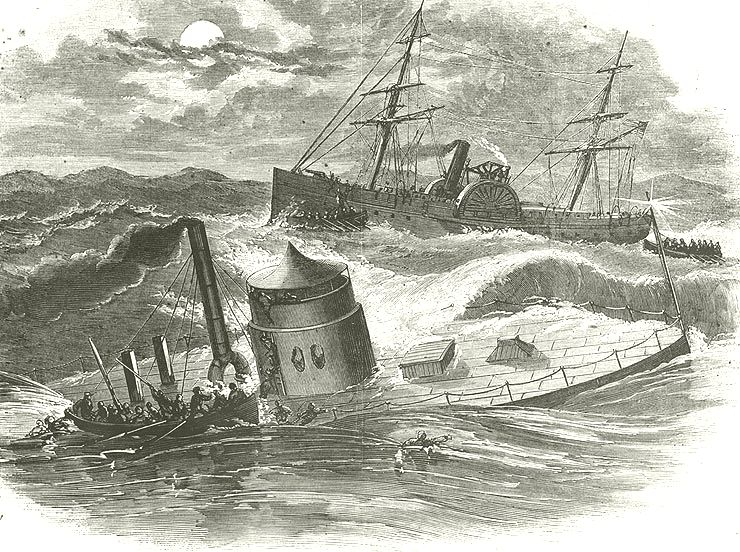
Загибель «Монітора».

29 грудня 1862 року «Монітор» після ремонту прямував на буксирі на тросі до Гемптон-Роудс. Проте в районі 11 години вечора сталося те, чого побоювалася команда ще під час першого походу: хвилі затопили корабель, і він стрімко затонув. Разом з кораблем загинуло 4 офицери і 12 матросів (49 осіб було врятовано).

## Місце загибелі

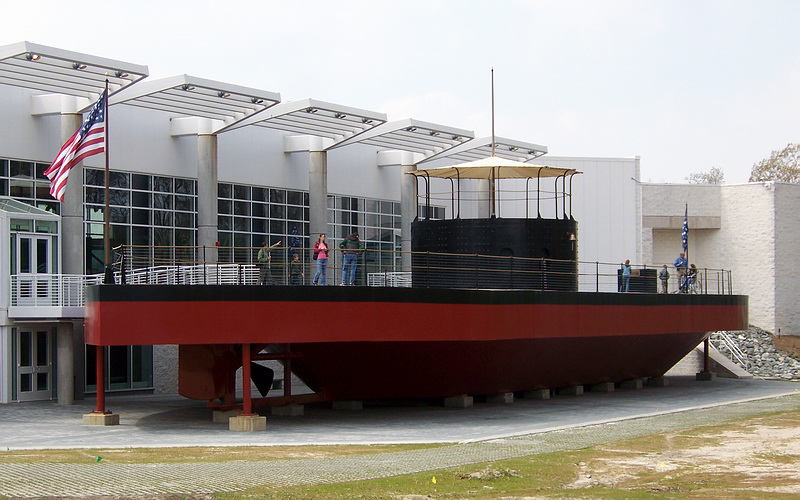
Копія USS Monitor в Морському музеї

У 1973 році місце загибелі «Монітора», виявлено в 16 милях на південний схід від мису Гаттерас в Північній Кароліні, було оголошено першим національним морським святилищем. Через бурхливі течії і мінливу погоду цей район часто називають Кладовищем Атлантики.
У 1998 році з дна моря було піднято гвинт корабля. 16 липня 2001 була піднята 30-тонна силова установка. А в 2002 році після 41 дня роботи з дна моря була піднята башта корабля. Під час підйому були знайдені останки двох моряків, які очікують своєї ідентифікації.
Зараз місце загибелі корабля перебуває під охороною Національного агентства океанології і атмосфери. Численні частини корабля, підняті з дна, знаходяться в Морському музеї у Віргінії.
У 1986 році місце загибелі «Монітора» було оголошено національним історичним пам'ятником.

## «Монітор» в мистецтві
- Історія «Монітора» досить детально описана в фантастичному історичному романі відомого фантаста Гаррі Гаррісона «Кільця анаконди».
- Будівництво кораблів і фінальна битва між «Віргінією» і «Монітором» відтворені режисером Делбертом Манном в художньому фільмі 1991 року «Панцерники»[1].
- USS Monitor — пісня шведським метал-групи Civil War.